# Phyllanthus ciliaris
Phyllanthus ciliaris är en emblikaväxtart som beskrevs av Henri Ernest Baillon. Phyllanthus ciliaris ingår i släktet Phyllanthus och familjen emblikaväxter. Inga underarter finns listade i Catalogue of Life.